# Родри ап Мервин
Ро́дри ап Ме́рвин (Родри Великий; валл. Rhodri ap Merfyn, Rhodri Mawr; ок. 820—878) — валлийский правитель из династии Гвинеда, властвовавший на большей части территории Уэльса. Он первый из валлийских правителей, получивший титул «Великий», в ирландских «Анналах Ульстера» названный «королём бриттов».

## Биография

### Правление

Карта владений Родри ап Мервина в Уэльсе.

Родри был сыном правителя Гвинеда Мервина Вриха (Веснушчатого) и Нест, дочери Каделла из королевского дома Поуиса. После смерти своего отца в 844 году Родри получил по наследству трон Гвинеда. Когда дядя Родри, правитель Поуиса Кинген ап Каделл умер в паломничестве в Рим в 855 году, Родри взошёл и на трон этого королевства. В 872 году погиб король Сейсиллуга Гугон ап Мейриг и Родри, бывший мужем Ангхарад, сестры Гугона, присоединил Сейсиллуг к своим владениям. Таким образом, он стал правителем большей части Уэльса.
В течение своего правления Родри был вынужден отражать атаки англосаксов, а также противостоять растущему давлению викингов, которые в 854 году разорили остров Англси. В 856 году он победил армию скандинавов под началом некоего Горма или Хорма. О победе «Рорика» над норманнами рассказывается, в частности, в двух стихотворения Седулия Скота, придворного поэта франкского короля Карла Лысого.
В 877 году Родри вновь сражался с викингами на Англси, но потерпел поражение и был вынужден бежать в Ирландию. В следующем году Родри и его сын Гуриад были убиты: сообщается, что их противниками были англосаксы под началом Альфреда Великого. Когда через несколько лет Анарауд ап Родри одержал победу над войсками Мерсии, в анналах это событие было отмечено как «месть Господа за Родри». Согласно же Хронике Принцев Уэльса и Гвентианской Хронике, Гуриад был братом Родри, а не сыном.
Сын Родри Каделл завоевал Дивед, который позже, при внуке Родри Хивеле, был соединён с Сейсиллугом в королевство Дехейбарт.

### Семья
Родри ап Мервин и его жена Анхарад верх Мейриг были родителями Каделла, Мерфина, Анарауда, Аэдана и Мейрига. Тудвал Хромой и Элисед были детьми Родри от другой женщины, не названной по имени. Его дочь Неста была, вероятно, матерью Моргана Старого. Данная интерпретация, отдающая старшинство Каделлу, содержится в созданном в Южном Уэльсе сборнике генеалогий, хранящемся в библиотеке Колледжа Иисуса. В свою очередь, обширный трактат «Ханесин Хен», документ из Северного Уэльса, делает Анарауда старшим, опуская Аэдана и Элиседа, но добавляя Гуриада и Гвидделига. Здесь Анхарад — единственная мать его сыновей. Другой сын, Родри, упоминается в другом месте.